# Eliseo Meifrén Roig

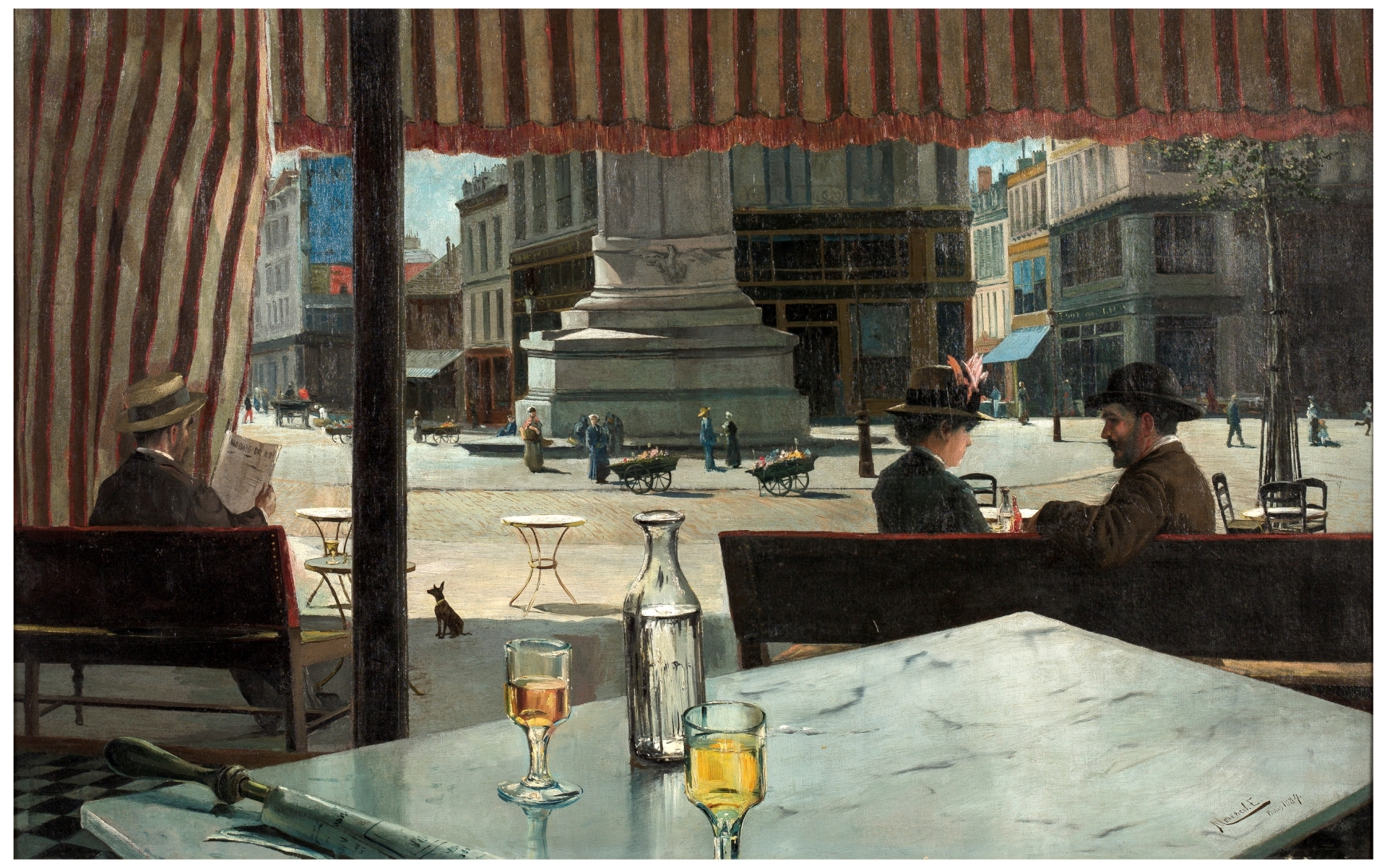
Plaza de París, 1887. Óleo sobre lienzo, 68,5 x 109,5 cm. Madrid, Museo Nacional del Prado.

Eliseo Meifrén Roig (en catalán: Eliseu Meifrén i Roig) (Barcelona, 24 de diciembre de 1859-Barcelona, 5 de febrero de 1940) fue un pintor español relacionado con el impresionismo, del que fue el introductor en Cataluña.

## Biografía
Apasionado por la pintura, abandona la carrera de medicina y se matricula en la Escuela de Bellas Artes de Barcelona. Fueron sus maestros los artistas Antonio Caba y Ramón Martí Alsina. Completó su formación en París, a donde marchó por primera vez el año 1879, en compañía de los pintores Ramón Casas y Santiago Rusiñol, y donde sobrevivió con la venta de pequeños cuadros y notas, de temática predominantemente urbana. Ese mismo año ganó el primer premio en la Exposición Regional de Bellas Artes de Valencia. También fue fundamental para su formación la estancia en Italia, donde se relaciona con pintores catalanes como Ramón Tusquets, Arcadi Mas Fondevila. De vuelta a España participó en 1881 en la Exposición Nacional de Madrid. En 1882 contrajo matrimonio con Dolores Pajarín, realizando su viaje de novios a París, donde se establecerán y nacerá su primera hija, Rachel. Su primera gran exposición individual fue en 1889, en la Sala Parés de Barcelona, donde presenta sesenta oleos, casi todos en gran formato. Meifrén, en contra de la costumbre local, decidió subastar todas las pinturas no vendidas en la exposición. En esta ocasión, su amigo Santiago Rusiñol ejercerá como tasador. Con el resultado de la venta, viajó a Italia, donde pintará especialmente en Venecia y en Nápoles.
En 1892 regresó a París y es al intensificar su contacto con los artistas impresionistas cuando inicia un cambio en su estilo pictórico. Su paleta se aclara, empieza a utilizar tonos azules claros, ocres claros y dorados, comienza a acentuar todas las tonalidades que presentan el mar y los ríos.
En 1897 se traslada a Canarias, tras recibir una invitación de Eusebio Navarro, Presidente del Gabinete Literario de Las Palmas. Su casa acaba convertida en una academia donde acuden jóvenes artistas locales como Néstor Martín Fernández de la Torre, Juan Rodríguez Botas y Ghirlanda o Tomás Gómez Bosch. 

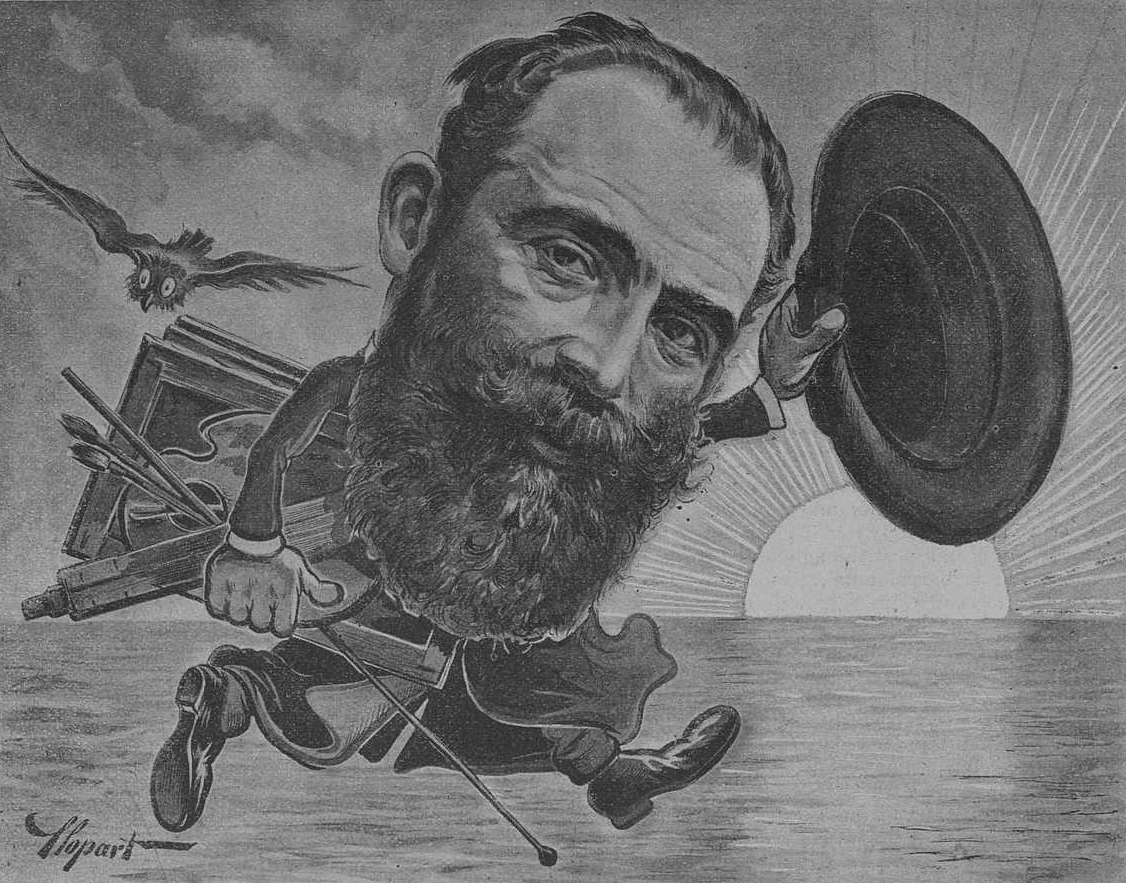
Caricaturizado en La Esquella de la Torratxa (1903)

Con el cambio de siglo, la notoriedad de Meifrén alcanzó un punto máximo. Menciones y monográficos en la prensa del momento, sus obras se pueden encontrar en diversas exposiciones prácticamente simultáneas, tanto en Barcelona y Madrid, como en París, Buenos Aires o Montevideo. Sin embargo, tras el fracaso comercial de su gran exposición en el Círculo Artístico de Barcelona, el pintor decide marchar y establecerse en Buenos Aires. Allá llegará en marzo de 1903 y en mayo de ese mismo año ya participará en la Exposición Nacional de Bellas Artes, celebrada en la Sala Rafael del Bon Marché. Cuelga sus óleos en la bonaerense Sala Witcomb, en la que el español José Artal ejercía como marchante. En la misma Galería, Meifrén organizará una gran exposición de pintura catalana en 1904. Setenta y cuatro obras de veintitrés artistas diferentes, que Meifrén selecciona y entre las que incluye cinco pasteles de Picasso, que generarán apasionadas críticas.

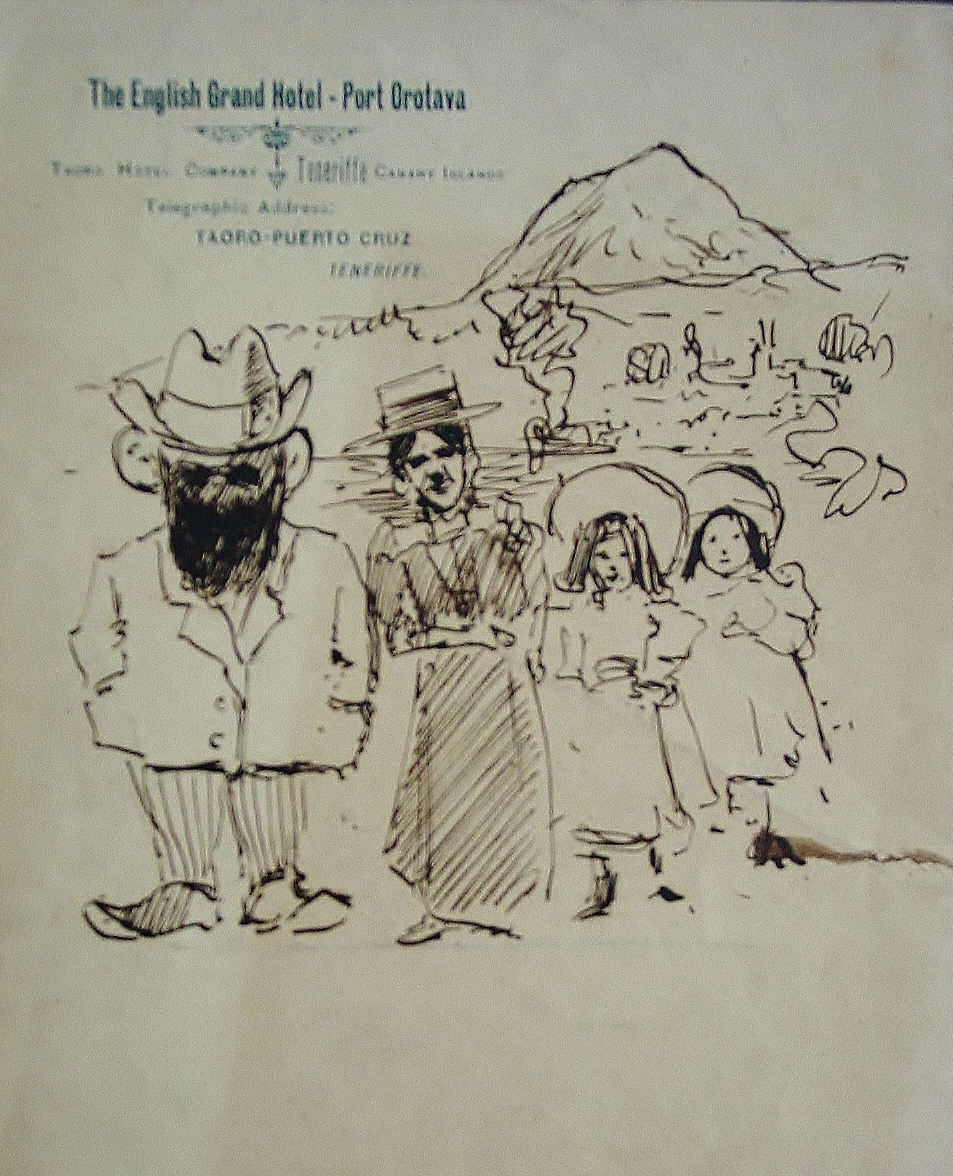
Eliseo Meifrén y su familia en Canarias. Hacia 1900. Autocaricatura.

Pero es en Mallorca donde llegó a la madurez pictórica. Toda su paleta de colores se satura. Los azules se convierten en un elemento vivo y dinámico, se acentúan e intensifican el resto de colores primarios. En 1905, tras la muerte de Ricardo Anckermann, Meifrén es nombrado Director de la Escola d'Arts i Oficis de Palma desde donde apadrina a un joven Joan Fuster Bonnin, pintor que se convertiría en unos de los máximos exponentes del arte mallorquín del siglo XX.
En 1906 vuelve a presentar sendas obras en la Exposición Nacional de Bellas Artes de Madrid, en la que obtiene la medalla de primera clase. A lo largo de esta década un viajero Meifrén vuelve en repetidas ocasiones a Argentina, pero también regresa a Francia e Italia y visita Bélgica para participar en la Exposición Universal de Bruselas de 1910, donde recibirá una medalla de plata. En 1911 es nombrado hijo adoptivo de Cadaqués, localidad ampurdanesa donde residió a temporadas y muchos veranos a lo largo de toda su vida, y de la que se considera el descubridor artístico. En la primavera de 1886 el artista, tras recorrer el litoral catalán, llega a la localidad ampurdanesa, instalándose en Port Lligat. La población de Cadaqués será su inspiración, su refugio, su descanso estival, donde compartirá tiempo con sus amigos y con sus colegas y rivales con los pinceles. 
En 1915 viaja a Estados Unidos, aprovechando las Exposiciones Internacionales de San Francisco y San Diego, recibiendo en ambas la medalla de honor. A finales del mismo año, se establece en Nueva York, donde expone principalmente tanto paisajes de Mallorca y Cadaqués, como cuadros realizados en la misma ciudad de Nueva York o en Nueva Jersey. Tras diversas vicisitudes, regresa a Barcelona en 1917, donde continuará exponiendo. Su esposa, Dolores, fallece en 1924. En 1930 se casa con Julia Marina Lamana. Con el inicio de la guerra civil española, Eliseo Meifrén y parte de su familia huyen a la localidad de Manresa, donde permanecerán refugiados hasta el final de la contienda, en 1939. Ese mismo año, tras un periodo de reposo estival en Mallorca con toda su familia, regresa a Barcelona, donde prepara la que será su última exposición. El 16 de diciembre de 1939 se inaugura una gran exposición individual en la Sala Gaspar de Barcelona con gran éxito de público y de ventas. Sin embargo, un Meifrén ya enfermo no puede acudir al evento. Pocas semanas después, al artista sufre un empeoramiento en su estado, falleciendo a principios de febrero de 1940.
Entre las muchas distinciones que recibió a lo largo de su dilatada carrera, destaca la de Caballero de la Legión de Honor en Francia en 1926.
A pesar de la gran diversidad de lugares que visitó alrededor del mundo, concedió relativa poca importancia a las vistas urbanas o a las montañas, dejándolas en un segundo plano, siendo una constante la atracción que el artista sentía por la costa, las playas o los ríos. Sus pinceladas trazos distribuidos, a simple vista, de manera desordenada, conforman extraordinarios paisajes dotados de un profundo lirismo.

## Exposiciones
- Exposición Nacional de Bellas Artes, Madrid (años 1881, 1884, 1887, 1890, 1892, 1894, 1895, 1897, 1899, 1901, 1904, 1906, 1908, 1912, 1920, 1922, 1924, 1926, 1930, 1932, 1934 y 1936)

- Exposición de Barcelona (años 1918, 1919, 1921, 1922)
- Exposición de Bellas Artes de Berlín (años 1891 y 1896)
- Exposición Universal de París (años 1889 y 1900)
- Exposición Mundial Colombina de Chicago (1893)
- Exposición Universal de Bruselas (1910)
- Exposición Internacional de Arte. Buenos Aires (1910)
- Exposición Internacional de Ámsterdam (1912)
- Panama Pacific International Exhibition. San Francisco (1915)
- Panama California Exhibition. San Diego (1915)
- Exposición Internacional de Venecia (años 1924, 1926, 1928, 1930 y 1936)

## Obras
- Plaza de París, 1887 (óleo sobre lienzo, 68 x 109 cm) Museo del Prado.[3]
- Vista sobre el Sena, h. 1890 (óleo sobre lienzo 50 x 96 cm). Museo del Prado.[4]
- Mallorca, h. 1908 (óleo sobre lienzo, 201 x 506 cm) Museo del Prado, depósito en la Presidencia de Gobierno de las Islas Baleares.[5]
- Vista de Palma, c. 1908, (Óleo sobre cartón, 31,5 x 45,5 cm) Museu d'Art Modern i Contemporani de Palma.[6]
- Patio, s.f. (óleo sobre lienzo, 49 x 62 cm) Museo Carmen Thyssen. Málaga.[7]
- Jardín de Mallorca, c. 1918 (óleo sobre lienzo, 75,5 x 100 cm) Museu d'Art Modern i Contemporani de Palma.[8]
- Marina con una boya, h. 1925 (óleo sobre lienzo, 46 x 63 cm). Museo del Prado, depósito en el Museo Provincial de Lugo.[9]
- El Marne, c. 1932 (óleo sobre lienzo 60,5 x 80,5 cm) Museo Nacional de Arte de Cataluña.[10]

## Premios y reconocimientos
- 1879- Medalla de oro. Exposición Regional de Valencia
- 1887- Medalla de bronce. Exposición Nacional de Bellas Artes de Madrid
- 1889- Medalla de bronce. Exposición Universal de París
- 1890- Medalla de bronce. Exposición Nacional de Bellas Artes de Madrid
- 1896- Medalla de oro. Exposición de Bellas Artes e Industrias Artísticas de Barcelona
- 1899- Medalla de plata. Exposición Nacional de Bellas Artes de Madrid
- 1900- Medalla de bronce. Exposición Universal de París
- 1904- Medalla de plata. Exposición Nacional de Bellas Artes de Madrid
- 1906- Medalla de oro. Exposición Nacional de Bellas Artes de Madrid
- 1910- Medalla de plata. Exposición Universal de Bruselas.
- 1910- Medalla de oro. Exposición Internacional de Arte de Buenos Aires.
- 1915- Medalla de oro. Exposición Internacional Panama-Pacific de San Francisco
- 1915- Medalla de oro. Exposición Internacional de San Diego.
- 1926- Caballero de la Legión de Honor de Francia
- 1935- Ganador del Premio Nonell del Ayuntamiento de Barcelona